# Faire face (film)
Pour l'émission télévisée française, voir Faire face.
Pour plus de détails, voir Fiche technique et Distribution.
Faire face (Never Fear) est un film dramatique américain réalisé par Ida Lupino, sorti en 1949.

## Synopsis
Carol, une jeune danseuse (interprétée par Sally Forrest) devient brusquement malade, atteinte de poliomyélite. Elle est obligée de renoncer à son métier. Son partenaire danseur et fiancé, Guy, veut continuer leur relation mais elle pense préférer faire face à la maladie toute seule. Elle se voit comme une infirme.
Le film montre les hauts et les bas émotionnels des victimes de la polio, ainsi que l'avait chroniqué le magazine américain Variety.

## Fiche technique
Sauf indication contraire, les informations mentionnées dans cette section peuvent être confirmées par la base de données cinématographiques IMDb,  présente dans la section « Liens externes ».
- Titre original : Never Fear ou The Young Lovers
- Titre français : Faire face
- Réalisation : Ida Lupino[1]
- Scénario : Ida Lupino et Collier Young
- Photographie : Archie Stout
- Musique : Leith Stevens
- Pays d'origine :  États-Unis
- Format : noir et blanc — 1,37:1 — mono
- Genre : drame
- Durée : 82 minutes
- Date de sortie : 1949

## Distribution
- Sally Forrest : Carol Williams
- Keefe Brasselle : Guy Richards
- Hugh O'Brian : Len Randall
- Eve Miller : Phyllis Towwnsend
- Lawrence Dobkin : Dr. Middleton
- Rita Lupino : Josie
- Stanley Waxman : Dr. Taylor
- Herbert Butterfield : Walter Williams
- Jerry Hausner : Mr. Brownlee
- Kevin O'Morrison : Red Dawson
- John Franco : Carlos